# Pacific Conference of Churches
Pacific Conference of Churches är en kristen paraplyorganisation i Stillahavsregionen, med följande medlemmar:

## Ekumeniska organisationer
- Fiji Council of Churches
- Kiribati National Council of Churches
- Micronesian Council of United Churches
- National Council of Churches in American Samoa
- Niue National Council of Churches
- Papua New Guinea Council of Churches
- Samoa Council of Churches
- Solomon Islands Christian Association
- Tonga National Council of Churches

## Kristna trossamfund
- Anglican Diocese of Polynesia
- Catholic Episcopal Conference of the Pacific
- Catholic Bishops’ Conference of Papua New Guinea
- Catholic Bishops’ Conference in Solomon Islands
- Church of Christ in Vanuatu
- Church of Melanesia
- Congregational Christian Church in American Samoa
- Congregational Christian Church in Samoa
- Congregational Christian Church of Niue
- Congregational Christian Church of Tuvalu
- Cook Islands Christian Church
- Evangelical Church in New Caledonia and the Loyalty Isles
- Evangelical Lutheran Church of Papua New Guinea
- Free Wesleyan Church of Tonga
- Kiribati Protestant Church
- Komiti Moana Nui Presbyterian Church (Aoteroa, Nya Zeeland)
- Maohi Protestant Church
- Methodist Church of Fiji and Rotuma
- Methodist Church of Samoa
- Nauru Congregational Church
- Presbyterian Church of Vanuatu
- Protestant Church of Chuuck (Mikronesiska federationen)
- United Church in Papua New Guinea
- United Church in the Solomon Islands
- United Church of Christ - Congregational in the Marshall Islands
- United Church of Christ in Pohnpei (Mikronesien)